# Кубок Югославії з футболу 1934
Кубок Семи 1934 (хорв. Kup Sedmorice 1934.), також відомий як Кубок Югославії (хорв. Jugokup) або Турнір за єдиний кубок Белградського і Загребського футбольних союзів (хорв. Takmičenje za zajednički pehar B.L.P.-a i Z.N.P.-a) — футбольний турнір у Королівстві Югославія. Змагання стало альтернативою національному чемпіонату, який у сезоні 1933/34 не був проведений через те, що клуби не досягли згоди щодо формату його проведення. Турнір організували 7 провідних футбольних клуби країни — по три з Белграда і Загреба, а також «Хайдук» зі Спліта.

## Формат змагань
Турнір проводився за коловою системою у два круга, але з незвичною особливістю. Клуби з одного міста проводили між собою лише один матч, переможцеві якого зараховувалось одразу дві перемоги і 4 очка в таблицю, але забиті і пропущені голи зараховувались лише один раз. Таким чином, лише «Хайдук» (Спілт) реально зіграв усі 12 матчів. Крім того, два перенесені матчі БСК — ХАШК і БАСК — «Конкордія» так і не були зіграні через початок відбору до чемпіонату Югославії 1934/35. У цих матчах технічні перемоги були зараховані господарям. Також технічна перемога була зарахована клубу «Хайдук» у матчі проти БСК, який було зупинено на 40-й хвилині через сутичку гравців, після якої клуб із Белграда залишив поле.

## Підсумкова таблиця
|    | Команди             | І  | В | Н | П | ГЗ | ГП | О  |
| -- | ------------------- | -- | - | - | - | -- | -- | -- |
| 1. | БСК (Белград)       | 12 | 9 | 2 | 1 | 34 | 12 | 20 |
| 2. | Хайдук (Спліт)      | 12 | 7 | 2 | 3 | 31 | 22 | 16 |
| 3. | БАСК (Белград)      | 12 | 6 | 3 | 3 | 21 | 19 | 15 |
| 4. | Конкордія (Загреб)  | 12 | 6 | 0 | 6 | 24 | 27 | 12 |
| 5. | Граджянскі (Загреб) | 12 | 4 | 2 | 6 | 13 | 17 | 10 |
| 6. | ХАШК (Загреб)       | 12 | 3 | 0 | 9 | 17 | 24 | 6  |
| 7. | Югославія (Белград) | 12 | 1 | 3 | 8 | 10 | 29 | 5  |

## Таблиця результатів
| Команди             | БСК      | ХАЙД     | БАСК     | КОНК     | ГРАД     | ХАШК     | ЮГОС     |
| ------------------- | -------- | -------- | -------- | -------- | -------- | -------- | -------- |
| БСК (Белград)       | ХХХ      | 5:1, 0:3 | 3:3      | 2:1, 6:1 | 2:0, 4:2 | 3:1, 3:0 | 6:0      |
| Хайдук (Спліт)      | 1:5, 3:0 | ХХХ      | 3:2, 6:1 | 3:0, 3:5 | 3:0, 3:2 | 2:1, 1:3 | 2:2, 1:1 |
| БАСК (Белград)      | 3:3      | 2:3, 1:6 | ХХХ      | 4:3, 3:0 | 1:1, 0:2 | 2:1, 3:0 | 2:0      |
| Конкордія (Загреб)  | 1:2, 1:6 | 0:3, 5:3 | 3:4, 0:3 | ХХХ      | 3:1      | 5:2      | 4:0, 2:3 |
| Граджянскі (Загреб) | 0:2, 2:4 | 0:3, 2:3 | 1:1, 2:0 | 1:3      | ХХХ      | 2:0      | 3:1, 0:0 |
| ХАШК (Загреб)       | 1:3, 0:3 | 1:2, 3:1 | 1:2, 0:3 | 2:5      | 0:2      | ХХХ      | 3:2, 6:1 |
| Югославія (Белград) | 0:6      | 2:2, 1:1 | 0:2      | 0:4, 3:2 | 3:1, 0:0 | 2:3, 1:6 | ХХХ      |

## Склади команд
БСК: Франьо Гласер (9); Йован Николич (7), Властимир Петкович (5), Предраг Радованович (5), Милорад Митрович (2); Іван Стевович (9,1), Милорад Арсеньєвич (8), Радивой Божич (5), Любиша Джорджевич (4); Светислав Глишович (9,2), Джордже Вуядинович (8,6), Йован Живкович (7,4), Благоє Мар'янович (6,9), Славко Шурдоня (6,6), Александар Тирнанич (6), Воїн Божович (2,1), Нікола Мар'янович (1), 2 автоголи суперника.
Хайдук: Бартул Чулич (8), Милєнко Крстулович (4); Йозо Матошич (12), Марко Мікачич (8,1), Стеван Радошевич (5), Звонимир Малнар (1); Іван Радовникович (12), Мирослав Дешкович (10), Анджелко Марушич (10), Златко Ферич (1), Джуро Пуришич (1), Анте Маринич (1); Лео Лемешич (11,8), Жарко Росич (11,3), Берислав Жуль (10,3), Владимир Крагич (9,8), Бранко Бакотич (5), Любо Бенчич (3,1), Крунослав Трумбич (3,3), Живко Драшкович (2), Милан Мар'янац (2), Маріо Рейц (2,1).
БАСК: Милован Якшич (9); Бранислав Ачимович (8), Милутин Івкович (8); Стоян Попович (9), Любомир Воїнович (9), Драгослав Клисарич (8,1), Милорад Міленкович (2), Колнаго Феранте (1); Джордже Детлінгер (9,2), Александар Томашевич (9,8), Миливоє Секулич (9,5), Бранислав Хрньїчек (7), Младен Сарич (6), Ратимир Павлович (4,2), Миодраг Димитрьєвич (1).
Конкордія: Антон Пухар (6), Борис Урбанчич (2), Пдграшки (1); Іван Белошевич (9), Звонимир Белошевич (7); Бранко Павиша (9), Вєкослав Буткович (8), Звонимир Язбець (9), Степан Павичич (2), Звонимир Цимерманчич (1); Славолюб Кодрня (9,6), Владимир Лолич (7,4), Бошко Ралич (6,3), Бранко Плеше (5,1), Егідіо Мартинович (5), Франьо Жаркович (4,3), Бела Фрітц (3,2), Светислав Валяревич (3), Радован Павелич (2), Нікола Бабич (1), 3 автоголи суперника.
Граджянскі: Драгутин Братулич (9), Еміл Урх (1); Бернард Хюгль (10), Мирко Райкович (10); Даніель Примерл (10,1), Петар Синкович (10), Віктор Михалєвич (6), Андрія Краньч (3), Оскар Відріх (1); Вільмош Шипош (10,2), Александар Живкович (9,5), Мирослав Кокотович (9,1), Милан Антолкович (5,1), Йосип Вебер (5,3), Наче Кошак (4), Вукович (3), Марко Крамарич (2), Степан Рибич (2), Йосип Рудич (1).
ХАШК: Гойко Шиячич (7), Петрович (1); Іван Сливак (9), Зено Голац (8), Тешимир Матиєвич (2); Йосип Ковачевич (9), Бранко Кунст (9), Іван Гаєр (8), Звонимир Гаєр (1), Ернест Гоппе (1); Іван Медарич (8,5), Франьо Петрак (8,6), Степан Єрен (6,1), Корнфельд (5,3), Мірко Шрам (4), Владимир Лейнарт (3), Степан Хорват (2), Хрлич (2), Іван Хитрець (2), Миливой Фінк (1), Сеттер (1), Мірко Раногаєць (1).
Югославія: Йован Спасич (7), Йован Кукич (2); Мирослав Лукич (10), Стоян Стаїч (6), Димитріє Димитриєвич (4); Момчило Джокич (9), Петар Радованович (7), Бранислав Димитриєвич (3), Божидар Петрович (3), Йован Митрович (2), Валок (2), Костич (1); Любомир Попович (8,1), Джордже Лоянчич (7,!), Славко Милошевич (7,3), Добривоє Зечевич (7,3), Кулдінов (7), Стоян Миланович (6,!), Лазар Тубич (5), Александар Нешич (2), Бранислав Секулич (2,1), Лазар Гайон (2).